# Bumetanid
Bumetanid ist ein Arzneistoff aus der Gruppe der Schleifendiuretika.

## Synthese
In einem ersten Schritt wird das Sulfonylchlorid mit Ammoniak in das entsprechende Sulfonamid überführt. Die Umsetzung mit Natriumphenolat ergibt in einer nucleophilen Substitution den Biphenylether. Durch katalytische Hydrierung wird das Anilin erhalten, das dann mit Butanol zum sekundären Amin umgesetzt wird.

## Pharmakologie

### Pharmakodynamik
Bumetanid ist ein Inhibitor, es hemmt die Wirkung der Natrium-, Kalium- und Chlorid-Symporter (Na+-2Cl−-K+-Cotransporters), die sich in den Nephronen im Thick Ascending Limb (TAL) an der Schnittstelle zwischen Henlescher Schleife mit den Nierenkanälchen (Tubuli) befinden.

### Pharmakokinetik
Die Bioverfügbarkeit von Bumetanid beträgt bei oraler Einnahme etwa 90 %. Dreißig Minuten bis zwei Stunden nach der Gabe wird eine maximale Plasmakonzentrationen von 30 µg/l bei einer Dosis von 1 mg gemessen. Die Verstoffwechselung findet durch die Oxidation der N-Butyl-Seitenkette unter Bildung von alkoholischen Stoffwechselprodukten statt. Diese werden hauptsächlich als Glucuronide über den Urin und die Galle ausgeschieden und sind nicht wirkaktiv.
Bumetanid hat eine Plasmahalbwertszeit von 60 bis 90 Minuten und etwa 80 % der eingenommenen Menge werden innerhalb von 48 Stunden über den Urin ausgeschieden, dabei etwa 50 % unverstoffwechselt. Die restlichen 10–20 % werden über die Galle mit den Kot ausgeschieden.

## Klinische Angaben

### Anwendungsgebiete (Indikationen)
Bumetanid kann zur Behandlung oder Vorbeugung von Ödemen bei Leberzirrhose (Aszites), Nierenkrankheiten einschließlich des Nephrotisches Syndroms und Herzinsuffizienz verwendet werden.

### Gegenanzeigen (Kontraindikationen)
Bumetanid darf bei einem deutlichen Anstieg des Kreatinin- oder Harnstoff-Spiegels im Blut während der Therapie und bei Oligurie oder Anurie nicht beziehungsweise nicht weiterhin angewendet werden. Bei Niereninsuffizienz durch Vergiftungen mit nephrotoxischen und hepatotoxischen Stoffen und Coma hepaticum und bei Vorliegen von Hypokaliämie oder Hyponatriämie darf Bumetanid ebenfalls nicht verwendet werden. Weitere Kontraindikationen sind Schwangerschaft und Stillzeit sowie eine Überempfindlichkeit gegen Bumetanid.

### Wechselwirkungen mit anderen Medikamenten
Bumetanid kann die Wirkung von Antihypertonika, Trizyklischen Antidepressiva und die toxische Wirkung von nephrotoxischen Wirkstoffen (beispielsweise nicht-steroidale Entzündungshemmer, Aminoglykoside, Cephalosporine) verstärken. Die gleichzeitige Einnahme von Phenytoin oder nicht-steroidale Entzündungshemmern schwächt die Wirkung des Bumetanids ab.
Bumetanid verringert die Serum-Clearance von Lithium und führt so zu erhöhten Lithiumspiegeln im Blut. Der Effekt bei gleichzeitiger Gabe von Digoxin ist hingegen indirekt; Bumetanid kann zu Hypokaliämie führen, welche die toxische Wirkung der Digitalis verstärkt. Probenecid hemmt die Sekretion von Bumetanid.

### Anwendung während Schwangerschaft und Stillzeit
Bumetanid darf während der Schwangerschaft nur bei zwingender Indikation in der niedrigst wirksamen Dosis eingesetzt werden, da es die Plazentaschranke überwinden und das Ungeborene schädigen kann. Während der Stillzeit ist die Anwendung kontraindiziert, falls sie lebensnotwendig ist, muss abgestillt werden.

### Unerwünschte Wirkungen (Nebenwirkungen)
Es kann zu den folgenden Nebenwirkungen kommen: Exantheme, Wadenkrämpfe, Muskelverspannungen, Kopfdruck, Schwindel, Schwäche, Seh- und Hörstörungen, Mundtrockenheit, gastrointestinale Störungen, Pankreatitis, Elektrolytverluste (Natrium, Kalium, Magnesium, Calcium), Hypovolämie, Hypovolämie bedingte Thromboseneigung, Dehydratation, Hyperurikämie, Gichtanfälle, Cholesterin-, Triglyceridanstieg, Verschlechterung einer prädiabetischen oder diabetischen Stoffwechsellage, Verschlechterung einer metabolischen Alkalose, Unerwünschte Blutdrucksenkung, Kreislaufkollaps, Vaskulitis, Anämie, Leukopenie, Thrombopenie, Agranulozytose, Verschlechterung oder Manifestwerden der Symptome einer Harnabflussbehinderung, Harnstoff- und Kreatininanstieg, akute interstitielle Nephritis, Überempfindlichkeitsreaktionen.

## Handelsnamen
Bumetanid wird unter anderem als Burinex (DE, CH), Bumex (USA), Edemex, Lixil, Burine, Segurex, Fontego, Bufenox, Lunetoron und Fordiuran vertrieben.

## Missbrauch
Bumetanid kann die Einnahme von anderen Arzneimitteln wie beispielsweise Steroiden im Urin maskieren und steht daher auf der Dopingliste.